# Contern
Contern (luxembourgsk: Conter) er en kommune og et byområde i storhertugdømmet Luxembourg. Kommunen, som har et areal på 20,55 km², ligger i kantonen Luxembourg i distriktet Luxembourg. I 2005 havde kommunen 3.136 indbyggere.